# Stefan Bennett
Pour les articles homonymes, voir Bennett.
Stefan Bennett, né le 15 avril 1992 à Bar-le-Duc, est un coureur cycliste français d'origine britannique.  
Il a notamment remporté le Tour cycliste international de la Guadeloupe en 2021, et 2022.

## Palmarès
- 2014
  - Trophée Paul Fréhel
- 2016
  - Grand Prix de Guichen
  - 3e de Manche-Océan
- 2017
  - Grand Prix National de Cintegabelle
  - 2e étape du Tour de Léon
- 2018
  - Grand Prix de Trèbes
  - Grand Prix de Bénéjacq
  - Cursa Festes del Tura d'Olot
  - 2e du Tour du Piémont pyrénéen
  - 3e du Trophée de l'Essor
- 2019
  - 2e du Tour de Saône-et-Loire
- 2020
  - Tour du Pays de Montbéliard :
    - Classement général
    - 3e étape

  - Circuit des Deux Ponts
  - Arbent-Bourg-Arbent
  - 3e du Circuit de l'Essor
- 2021
  - Ronde du Pays basque
  - Trophée Maxime Médérel
  - Circuit des Monts du Livradois
  - Tour du Pays Roannais
  - Circuit des Deux Provinces
  - Grand Prix du Centre de la France
  - Tour de la Guadeloupe :
    - Classement général
    - 1re étape

  - 2e du Grand Prix de Saint-Étienne Loire
  - 3e du Tour du Beaujolais
  - 3e des Boucles du Tarn et du Sidobre
  - 3e du Grand Prix d'Issoire
- 2022
  - Tour des 4B Sud Charente
  - Grand Prix du Carnaval de Cholet
  - La Durtorccha
  - Critérium Armand Henriette
  - Tour de la Guadeloupe
  - 2e du Grand Prix de Puyloubier
  - 2e du Circuit du Morbihan
  - 2e des Boucles du Tarn et du Sidobre
  - 3e de la Flèche de Locminé
- 2023
  - Grand Prix Mack2 Mercy
    - Classement général
    - 1re (contre-la-montre), 2e et 3e étapes

  - 1re étape du Tour de Maurice
  - 2e de la Ronde du Pays basque
  - 3e du Circuit des Monts du Livradois
- 2024
  - Grand Prix du Marin
    - Classement général
    - 1re étape (contre-la-montre)

  - 2e étape du Critérium des Quartiers du Lamentin
  - 2e (contre-la-montre) et 4e étapes du Grand Prix du 22 Mé
  - Tour de Martinique
    - Classement général
    - 9e étape

  - 3e du Grand Prix du 22 Mé
- 2025
  - Grand Prix Milleco Shop
    - Classement général
    - 1re étape (contre-la-montre)

  - Mémorial Labéjof et Denise  :
    - Classement général
    - 1re (contre-la-montre) et 2e étapes

  - Grand Prix du Vauclin :
    - Classement général
    - 2e (contre-la-montre) et 3e étapes

  - Championnat de Martinique du contre-la-montre
  - Grand Prix du 22 Mé :
    - Classement général
    - 3eb étape (contre-la-montre)

  - Grand Prix du Développement Durable
  - 2e de la Ronde du Pays basque
  - 2e du Tour de la Guadeloupe
  - 3e du Tour de Martinique

## Classements mondiaux
| Année                                 | 2021 | 2022 | 2023  | 2024  |
| ------------------------------------- | ---- | ---- | ----- | ----- |
| Classement mondial                    | 855e | 898e | 1713e | 3067e |
| UCI Europe Tour                       | 660e | 659e | nc    | nc    |
|                                       |      |      |       |       |
| Légende : nc = non classéSource : UCI |      |      |       |       |